# Enzbrunnen
Koordinaten: 49° 1′ 19″ N, 8° 42′ 48,3″ O
Der Enzbrunnen ist eine Karstquelle im Kraichgau, die südlich der Stadt Bretten im Tal der Salzach liegt. Über die Quelle entwässern wesentliche Teile des Karstgebiets der Bauschlotter Platte, die sich nach Süden Richtung Pforzheim erstreckt.

## Lage und Geschichte
Der Enzbrunnen liegt am linken, südwestlichen Rand der Salzachaue  im Landschaftsschutzgebiet Brettener Kraichgau. Der Quelltopf ist in einen steilen Hang eingeschnitten. Die Gaugrafenburg Bretten liegt gut 100 Meter weiter südlich und etwa 50 Meter höher. Zwischen Quelle und Burg verläuft die württembergische Westbahn von Bietigheim-Bissingen nach Bruchsal. Beim Bau der Bahnstrecke in den 1850er Jahren wurde die Quelle zum Teil verschüttet.
Der runde Quelltopf hat einen Durchmesser von ungefähr vier Meter und eine Tiefe von rund 70 Zentimeter. Das Wasser tritt teils am Hangfuß, teils an der Sohle des Quelltopfes aus. Der Boden des Quelltopfes besteht aus groben Steinen und Lehm und ist frei von Bewuchs. Der umgebende Steilhang ist mit einem Feldgehölz bestanden, das die Quelle beschattet. Der kurze Abfluss aus dem Quelltopf mündet in den Mühlkanal der Bergmühle, der wenige Meter vorher von der Salzach abzweigt und den überwiegenden Teil des Salzachabflusses aufnimmt. Die Biotopkartierung charakterisiert den Quelltopf als gut ausgeprägt, unbeeinträchtigt und Biotop von regionaler Bedeutung. Früher soll es eine gemauerte Fassung der Quelle gegeben haben, die dann zerstört wurde.
Zur Schüttung des Enzbrunnens liegen unterschiedliche Angaben vor: In der Biotopkartierung sowie auf der Informationstafel des nächstgelegenen Wanderparkplatzes werden 30 bis 40 Liter pro Sekunde angegeben. Zwischen April und Juli 1977 wurden Quellschüttungsmessungen mit einem hydrometrischen Flügel durchgeführt, bei denen Schüttungen zwischen 96 und 188 Liter pro Sekunde gemessen wurden. Im Messzeitraum gab es eine ausgeprägte Niederschlagsperiode, auf die der Enzbrunnen mit einer höheren Schüttung reagierte. Eine 2006 erschienene Dissertation beziffert die Schüttung mit 50 bis 250 Liter pro Sekunde. Die Temperatur des austretenden Wassers liegt zwischen 10 und 11 °C.
Die Quelle wurde 1346 erstmals als Entzbrunnen erwähnt. Der Namen verweist auf die Volksüberlieferung, wonach das Wasser der Quelle aus dem Neckarzufluss Enz stamme. Auch für möglich gehalten wird die Übertragung des Flussnamens sowie die Benennung nach einem Nutzungsberechtigten der Quelle, wobei Enz die Kurzform von Engizo sein soll. Laut den Volksüberlieferungen kann der Boden der Quelle nicht ergründet werden, auch sei einmal ein Wagen den Abhang hinunter in den Enzbrunnen gestürzt.
Auch für den Schwallenbrunnen, der flussabwärts im Saalbachtal bei Bruchsal liegt, gibt es Volksüberlieferungen, wonach das Wasser aus der Enz stamme und einmal ein Wagen in die Quelle gestürzt sei. Die ergiebige Quelle des Seebachs, die am Rand der Pfinzaue südlich von Remchingen-Wilferdingen entspringt, hieß früher Enzbrunnen; auch hier wurde geglaubt, das Wasser stamme aus der Enz.

## Hydrogeologie
Bei überwiegend in den 1970er Jahren durchgeführten Färbeversuchen, bei denen meist Uranin eingesetzt wurde, konnten Verbindungen zwischen mehreren Schwinden im Karstgebiet der Bauschlotter Platte und dem Enzbrunnen nachgewiesen werden:
| Ort                                         | Beschreibung |
| ------------------------------------------- | --- |
| Doline Diebsbrunnen (⊙)                     | Quelle an der Bundesstraße 294 an der Schichtgrenze zwischen Unterkeuper und Oberer Muschelkalk 4 km südlich des Enzbrunnens, deren Wasser nach kurzem Lauf in einer Doline versickert. Austritt im Enzbrunnen nach 20 Stunden. |
| Eng (⊙)                                     | Bei Bauschlott entstehender Bach, der nach rund 2 km im Binzenlöchle, 4 km südlich des Enzbrunnens, versinkt. Hauptaustritt nach 3 Tagen im Enzbrunnen, nach 39 Tagen spurenhafte Austritte in einem Tiefbrunnen am Südrand von Bretten.                                                                                                |
| Erdfallschwinden am Heimbronner Hof (⊙)     | Erdfallschwinden 600 m östlich des Heimbronner Hofs und 5,5 km südlich des Enzbrunnens, in denen kleine, im Unteren Keuper austretende Quellen versickern. Schwache Austritte in mehreren Quellen, darunter nach 20 Tagen im Enzbrunnen.                                                                                                |
| Schwinde im Gewann Striet (⊙)               | Schwinde im Gewann Striet südwestlich von Göbrichen und 7,5 km südlich des Enzbrunnens. Doline, in der das Wasser einer kleinen Quelle im Unteren Keuper nach wenigen Metern versickert. Austritt im Enzbrunnen nach 78 Stunden, Nebenaustritte in mehreren Tiefbrunnen, darunter dem am Südrand von Bretten.                           |
| Dolinen Göbrichen (⊙)                       | Doline im Naturschutzgebiet Neulinger Dolinen 9 km südlich des Enzbrunnens, Hauptaustritt im Enzbrunnen nach 5 Tagen, Nebenaustritt am Igelsbach (⊙), einem Zufluss der Enz am östlichen Stadtrand von Pforzheim. |
| Doline Wüstung Neulingen (⊙)                | Doline östlich der Bundesstraße 294 und 9 km südlich des Enzbrunnens, Farbaustritte wurden beobachtet am Ortsbach (auch Schlupfgraben, ⊙) westlich von Enzberg und im Enzbrunnen. |
| Fuchsloch (⊙)                               | Zentrale Schwinde in der 11 km² großen, abflusslosen Katharinentalerhof-Senke 10 km südlich des Enzbrunnens. Bei starken Regenfällen durchgeführter Versuch, Hauptaustritt nach 54 Stunden im Enzbrunnen, Nebenaustritte in der Kämpfelbachquelle (⊙) nach 4 Tagen, im Tiefbrunnen im Süden Brettens und in einem weiteren Tiefbrunnen. |
| Karte mit allen Koordinaten: OSM \| WikiMap | |

Die Färbeversuche zeigten auf, dass die Bauschlotter Platte eine ausgeprägte Abflussrichtung nach Norden hat, was dem Schichtfallen entspricht. Dabei ist die Überlaufquelle Enzbrunnen ein wichtiges Entwässerungselement für die Bauschlotter Platte; unter ihr setzt sich der Grundwasserleiter nach Norden fort und speist den Schwallenbrunnen bei Bruchsal-Heidelsheim. Eindeutige Grundwasserscheiden lassen sich nicht festlegen, da sich an mehreren Punkten die Abflüsse aufgabeln und es Nebenabflussrichtungen nach Südwesten zum Kämpfelbach und damit zur Pfinz sowie nach Südosten zu Zuflüssen der Enz gibt. Die höchste maximale Abstandsgeschwindigkeit trat mit über 200 Meter pro Stunde zwischen dem Fuchsloch und dem Enzbrunnen auf; die anderen Abstandsgeschwindigkeiten liegen unter 100, meist unter 50 Meter pro Stunde.
Aus dem unterschiedlichen Ergebnissen für den Enzbrunnen und den etwas talabwärts gelegenen Tiefbrunnen südlich von Bretten wird gefolgert, dass es im Oberen Muschelkalk zwei Schichtwasserhorizonte gibt, die miteinander in Verbindung stehen. Dabei speist sich der Tiefbrunnen aus dem unteren, der Enzbrunnen aus dem oberen Schichtwasserhorizont. Der obere Horizont liegt im stärker verkarsteten Nodosus-Kalk; es dürften sich größere Karstgerinne ausgebildet haben, was einen schnelleren Abfluss und weniger Reinigung des Wassers zur Folge hat. Bei starken und längeren Niederschlägen kann das Wasser des Enzbrunnens trüb werden.